# Souroubea platyadenia
Souroubea platyadenia là một loài thực vật có hoa trong họ Marcgraviaceae. Loài này được (Gilg) de Roon miêu tả khoa học đầu tiên năm 1967.